# Richard Bohringer
Richard Bohringer (* 16. ledna 1942 Moulins, Francie) je francouzský herec senegalského původu.
Po krátkých výstupech ve filmech La Maison (1970) a Zvíře (1977) a Poslední metro se stal mezinárodně známý. První hlavní roli získal ve snímku Diva.
Má dva syny (Richard a Lou) a dceru, Romane Bohringer, která je herečka.

## Filmografie (výběr)
- 1970: La maison – režie: Gérard Brach
- 1977: Zvíře – režie: Claude Zidi
- 1980: Večírek – režie: Claude Pinoteau
- 1980: Poslední metro – režie: François Truffaut
- 1981: Diva – režie: Jean-Jacques Beineix
- 1981: Jedni a druzí – režie: Claude Lelouch
- 1983: Vzal jsem si stín – režie: Robin Davis
- 1985: Podzemka – režie: Luc Besson
- 1986: Le paltoquet – režie: Michel Deville
- 1986: Cent francs l'amour – režie: Jacques Richard
- 1987: Agent trouble – režie: Jean-Pierre Mocky
- 1987: Velká cesta – režie: Jean-Loup Hubert
- 1988: Nalevo od výtahu – režie: Regie: Édouard Molinaro
- 1989: Aprés la guerre – režie: Jean-Loup Hubert
- 1989: Kuchař, zloděj, jeho žena a její milenec – režie: Peter Greenaway
- 1991: La reine blanche – režie: Jean-Loup Hubert
- 1996: Wild Animals – režie: Kim Ki-duk
- 1998: Opernball – režie: Urs Egger
- 2003: Střílejte na Francouze! – režie: Brad Mirman

## Ocenění
- 1985: César pro nejlepšího herce ve vedlejší roli Zúčtování
- 1988: César pro nejlepšího herce Velká cesta